# CINEMA SCOPE
CINEMA SCOPEは、CECILの1stアルバム。2003年2月13日発売。発売元はberry records。

## 解説
11曲収録のファーストフルアルバム。パッケージデザイン&イラストレーションはCECILのメンバーでもあるカンバラクニエが担当し、持ち前の良質なメロディーがスタイリッシュによりPOPに進化している。

## 収録曲
1. super"shomin"car
(lyrics:yukichi　music:Taichi Ohira　Vocal:yukichi)
映画『下妻物語』挿入歌、朝日放送 朝の情報番組『おはようコールABC』第2部オープニングテーマ
2. キリン
(lyrics:yukichi　music:Taichi Ohira　Vocal:yukichi)
3. 人工衛星
(lyrics: yukichi & Taichi Ohira　music:Taichi Ohira　Vocal:yukichi)
4. 毎日に魔法をかけてこう
(lyrics:batayam　music:Taichi Ohira　Vocal:yukichi)
5. 楓樹の街
(lyrics:batayam　music:Taichi Ohira　Vocal:yukichi)
朝日放送 朝の情報番組『おはようコールABC』第1部オープニングテーマ
6. サーフライダー
(lyrics:batayam　music:Taichi Ohira　Vocal:yukichi)
朝日放送 朝の情報番組『おはようコールABC』エンディングテーマ
7. きみをさがしに
(lyrics: yukichi & Taichi Ohira　music:Taichi Ohira　Vocal:yukichi)
8. クローバー
(lyrics:yukichi　music:Taichi Ohira　Vocal:yukichi)
9. かなしませてくれてた君が好き
(lyrics:yukichi　music:Taichi Ohira　Vocal:yukichi)
10. おやすみね
(lyrics:yukichi　music:Taichi Ohira　Vocal:yukichi)
11. 流星の跡 -scope version-
(lyrics:yukichi　music:Taichi Ohira　Vocal:yukichi)